# Canal de Soulanges
Canal de Soulanges är en kanal i Kanada.   Den ligger i provinsen Québec, i den sydöstra delen av landet, 140 km öster om huvudstaden Ottawa.
Trakten runt Canal de Soulanges består till största delen av jordbruksmark. Runt Canal de Soulanges är det glesbefolkat, med 18 invånare per kvadratkilometer.